# Gare de Niederbronn
Gare de Niederbronn vasútállomás Franciaországban, Niederbronn-les-Bains településen.

## Vasútvonalak
Az állomást az alábbi vasútvonalak érintik:
- Haguenau–Hargarten - Falck-vasútvonal

## Kapcsolódó állomások
A vasútállomáshoz az alábbi állomások vannak a legközelebb:
- Gare de Reichshoffen